# Arthur Eugster

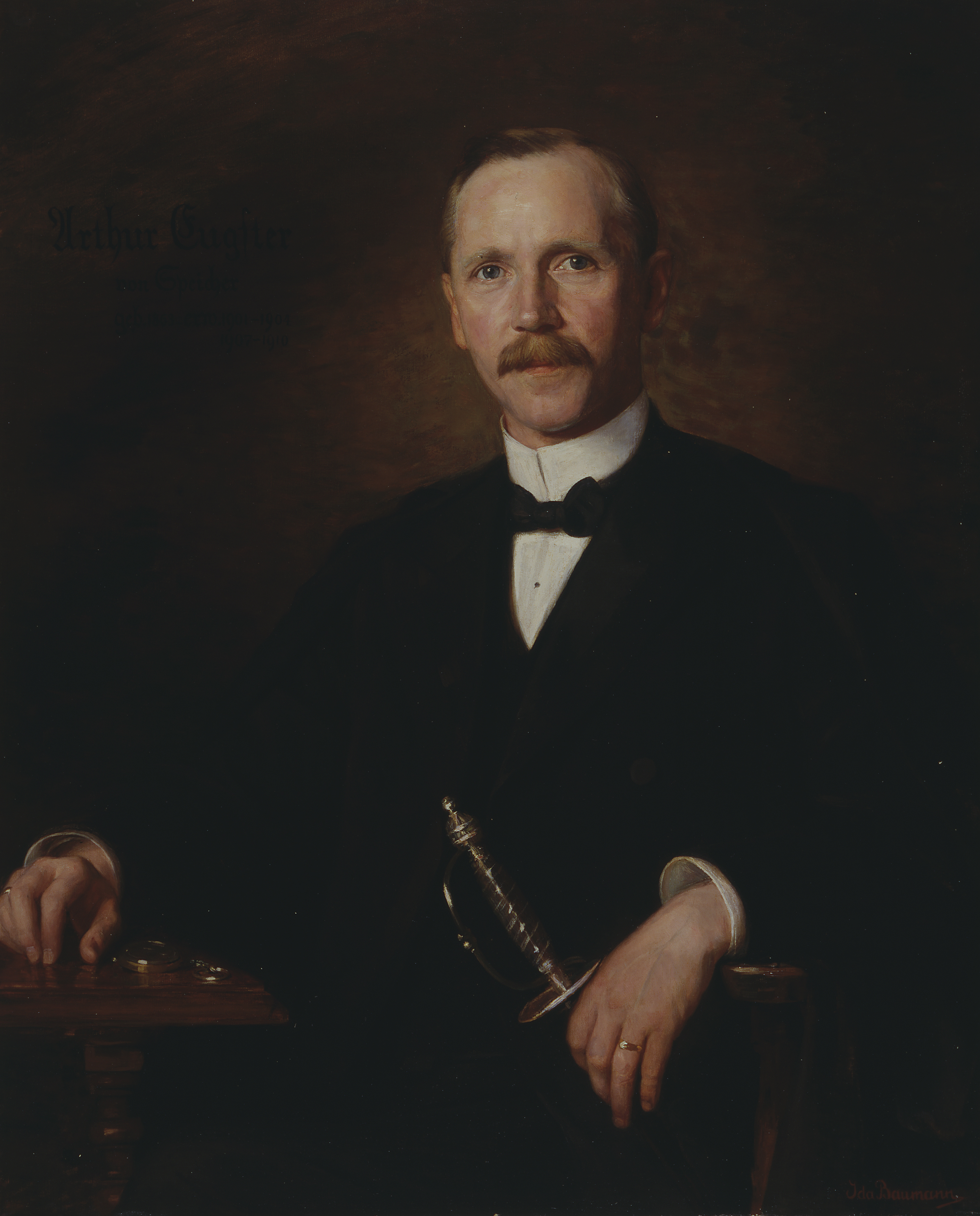
Arthur Eugster omstreeks 1907

Arthur Eugster (New York, 5 april 1863 - Speicher, 7 januari 1922) was een Zwitsers evangelisch gereformeerd dominee en politicus.

## Biografie

### Achtergrond, opleiding en vroege carrière
Arthur Eugster werd in april 1863 geboren in New York. Zijn vader, Jakob Eugster, was een welvarende textielkoopman. Hij was getrouwd met Anna Elisabeth Tobler. Zijn broer was ds. Howard Eugster (1861-1932), de leider van de Ausserrhoder sociaaldemocraten.
Zijn vader en moeder overleden toen nog zeer jong was en hij groeide dan ook op bij zijn oom, Arnold Eugster, de burgemeester van Speicher. Hij volgde onderwijs aan een privéschool in Bern en studeerde nadien theologie in Neuchâtel, Bazel en Berlijn. Na de voltooiing van zijn studie werd hij in 1887 in Speicher tot dominee (Pfarrer) gewijd. Eugster, die al sinds 1886 assisteerde in de kerkelijke gemeente van Reute (AR), werd aldaar in 1887 volwaardig dominee, tot 1891. Daarna was hij van 1891 tot 1900 dominee te Trogen.
Arthur Eugster was van 1890 tot 1910 lid van de Landelijke Schoolcommissie van het kanton Appenzell Ausserrhoden. Van 1900 tot 1910 was hij voorzitter van deze commissie.

### Politieke carrière
Arthur Eugster werd in 1900 als liberaal in de Kantonsraad van Appenzell Ausserrhoden gekozen. Van 1912 tot 1921 was hij lid van de Regeringsraad van Appenzell Ausserrhoden. Hij beheerde het departement van Onderwijs. Van 1901 tot 1904 en van 1907 tot 1910 was hij Regierend Landammann (dat wil zeggen regeringsleider) van Appenzell Ausserrhoden. In 1908 voerde hij, in zijn functie als voorzitter van de Grondwetsherzieningscommissie (1903-1908) een grondwetsherziening door.
Van 1902 tot 1921 was hij lid van de Nationale Raad (tweede kamer Bondsvergadering). Hij was van 1915 tot 1916 als opvolger van Felix Bonjour voorzitter van de Nationale Raad.
Van 1914 tot 1915 was hij inspecteur van het Rode Kruis in krijgsgevangenkampen in Duitsland en Frankrijk.

### Oprichter van de Vrijzinnig Democratische Partij van Appenzell Ausserrhoden
Eugsters grootste verdienste als politicus was zijn aandeel in de oprichting van de Vrijzinnig Democratische Partij van Appenzell Ausserrhoden (Freisinnig-Demokratische Partei von A.Rh.) op 3 juli 1910. Voor die tijd waren de Ausserrhoder liberalen slechts losjes verenigd in de Volksvereniging (Volksverein). De FDP A.Rh. werd een volwaardige partijafdeling van de federale Vrijzinnig Democratische Partij (FDP). De FDP is sinds 1910 ononderbroken aan de macht in het kanton Appenzell Ausserrhoden. Eugster was van 1910 tot 1919 voorzitter van de FDP A.Rh. en van 1904 tot 1919 lid van het centrale bestuur van de federale FDP.
Naast zijn politieke activiteiten bleef Eugster ook op kerkelijk vlak actief. Van 1907 tot 1921 was hij voorzitter van de Synode van de Evangelisch Gereformeerde Landskerk van Appenzell Ausserrhoden.
Eugster bekleedde tal van nevenfuncties: lid van de besturen van diverse elektriciteitscentrales (1904-1921), w.o. de Bank voor Ondernemers in de Elektriciteitssector. Van 1911 tot 1920 vertegenwoordigde hij Appenzell Ausserrhoden in het bestuur van de Zwitserse Spoorwegen (Schweizerische Bundesbahnen).
Ds. Arthur Eugster overleed op 58-jarige leeftijd.

## Huwelijk
Arthur Eugster was sinds 1887 getrouwd met Bertha Eugster, dochter van Jakob Eugster, besitzer von Gut Megglen. Na de dood van zijn schoonvader woonde hij op het landhuis op Gut Megglen.